# Karensnämnden
Nämnden för prövning av statsråds och vissa andra befattningshavares övergångsrestriktioner, förkortat kallad Karensnämnden, är en myndighet under Sveriges riksdag.
Nämnden, som ursprungligen hette Nämnden för prövning av statsråds och statssekreterares övergångsrestriktioner, inrättades den 1 juli 2018 då lagen (2018:676) om restriktioner vid statsråds och statssekreterares övergång till annan än statlig verksamhet trädde i kraft. I denna lag finns bestämmelser om karens när f.d. statsråd och statssekreterare tar uppdrag i icke-statlig verksamhet. År 2020 utökades nämndens uppdrag till att också omfatta övergångsrestriktioner för riksrevisorn och riksrevisionsdirektören. Efter att Lagrådet väckt frågan om att nämndens namn borde ändras i samband med det nya utökade uppdraget, tog Konstitutionsutskottet i ett utskottsinitiativ fram förslag till lagstiftning om detta. Lagändringen om det nya namnet trädde i kraft den 15 oktober 2020.
Nämnden består av en ordförande och fyra ledamöter. Ledamöterna väljs av riksdagen efter beredning av konstitutionsutskottet. Förekomsten av nämnden regleras i 13 kap. 14 a § riksdagsordningen. Dess organisation regleras närmare i lagen (2018:677) med instruktion för Nämnden för prövning av statsråds och vissa andra befattningshavares övergångsrestriktioner.

## Ordförande
- 2018–: Anna Skarhed

## Vice ordförande
- 2018–: Thomas Rolén